# Paelopatides gelatinosus
Paelopatides gelatinosus is een zeekomkommer uit de familie Synallactidae.
De wetenschappelijke naam van de soort werd in 1891 gepubliceerd door Walsh.